# Leiopathes bullosa
Leiopathes bullosa is een Antipathariasoort uit de familie van de Leiopathidae. De wetenschappelijke naam van de soort is voor het eerst geldig gepubliceerd in 1998 door Opresko.